# Davide Ruiu
Davide Ruiu (Sassari, 22 giugno 2001) è un ex sollevatore italiano.

## Biografia
Iniziò a praticare il sollevamento pesi all'età di quattordici anni, dietro consiglio di un amico che lo ha avvicinò alla palestra., e già l'anno successivo entrò nel giro della nazionale italiana.  Si distinse a livello giovanile, vincendo un titolo europeo Junior conquistato a Bucarest nel 2019.
Esordì in una grande competizione internazionale ai mondiali di Aşgabat 2018, dove si è classificò ventesimo nella categoria fino a 61 chilogrammi. Agli europei di Batumi 2019 si è piazzò ottavo, mentre a quelli di Mosca 2021 ottenne il quinto posto.
Grazie ad una buona posizione nel ranking, si qualificò ai Giochi olimpici estivi di Tokyo 2021 e nella sua prima esperienza a cinque cerchi concluse la finale al sesto posto alzando 127 kg nello strappo e 159 kg nello slancio per un totale di 286 kg.
Subito dopo le Olimpiadi decise di salire di due categorie riuscendo in preparazione a registrare anche le misure di 135 kg nello strappo e di 170 nello slancio, ma sopraggiunse un problema al tendine quadricipitale rotuleo che lo costrinse al ritiro a soli 22 anni. Lasciato quindi anche il Centro Sportivo Esercito, attualmente è arruolato nei ranghi dell'Esercito Italiano